# First Dates
First Dates is een van oorsprong Brits realitytelevisieprogramma, dat sinds 2013 wordt uitgezonden op Channel 4. Het programma wordt ingesproken door Brian Protheroe. Het format is aan meer dan twintig andere landen verkocht en wordt daar ook uitgezonden.

## Format
De originele Britse versie is opgenomen in het Paternoster Chop House-restaurant in centraal Londen. Hier komen veel mensen in beeld die aan het daten zijn, geen van allen had elkaar voor de date ontmoet. Na afloop worden de stellen samen geïnterviewd en wordt hen gevraagd of ze elkaar nog eens willen zien. Het restaurant is gesloten voor het publiek als er wordt gefilmd.
Naast de koppels trekt ook maître Fred Sirieix de aandacht. Hij vertelt voor de camera over liefde, romantiek en daten. In de Nederlandse versie is Denice Dest de gastvrouw (tot 2022 was Sergio Vyent de gastheer), barman Victor Abeln stelt de kandidaten gerust terwijl ze wachten op hun date. In de Belgische versie worden de kandidaten verwelkomd door gastheer Patrick Verhoeven en barman Bram Van Geert.

## Internationale edities
| Land             | Titel                                        | Televisiezender   | Start                                           |
| ---------------- | -------------------------------------------- | ----------------- | ----------------------------------------------- |
| Argentinië       | Primera Cita                                 | Telefe            | februari 2018 - maart 2018                      |
| Australië        | First Dates                                  | Seven Network     | februari 2016 - heden                           |
| België           | First Dates                                  | Eén               | maart 2020 - heden                              |
| Brazilië         | À Primeira Vista                             | Rede Bandeirantes | juni 2017 - september 2017                      |
| Canada           | First Dates                                  | Slice             | september 2015 - april 2017                     |
| Duitsland        | First Dates First Dates – Ein Tisch für Zwei | Sixx VOX          | oktober 2015 - december 2015 maart 2018 - heden |
| Finland          | First Dates Suomi                            | MTV3              | september 2019 - heden                          |
| Frankrijk        | Premier rendez-vous et plus si affinités     | TF1               | juni 2017 - heden                               |
| Ierland          | First Dates                                  | RTÉ2              | april 2016 - heden                              |
| Israël           | דייט ראשון Date Rishon                       | Channel 2         | december 2017 - heden                           |
| Italië           | Primo appuntamento                           | Real Time         | maart 2017 - heden                              |
| Nederland        | First Dates                                  | NPO 3 (BNNVARA)   | maart 2015 - heden                              |
| Nederland        | First Dates                                  | BVN               |                                                 |
| Nieuw-Zeeland    | First Dates                                  | TVNZ              | oktober 2016 - heden                            |
| Noorwegen        | Første date                                  | TVNorge           | januari 2018 - heden                            |
| Oostenrijk       | First Dates Austria                          | ATV               | april 2019 - heden                              |
| Polen            | Pierwsza Randka                              | TVP2              | maart 2017 - november 2017                      |
| Portugal         | First Dates – O Primeiro Encontro            | TVI               | januari 2019 - heden                            |
| Spanje           | First Dates                                  | Cuatro            | april 2016 - heden                              |
| Tsjechië         | První večeře                                 | Prima             | augustus 2021 - heden                           |
| Verenigde Staten | First Dates                                  | NBC               | april 2017 - mei 2017                           |
| Zuid-Afrika      | First Dates South Africa                     | BBC Lifestyle     | oktober 2019 - heden                            |
| Zweden           | Första dejten                                | SVT               | maart 2017 - heden                              |

## Spin-offs
Van First Dates zijn verschillende spin-offs gemaakt.

### First Dates VIPS
Sinds 2020 wordt in Nederland rond Valentijnsdag First Dates VIPS uitgezonden. Hierbij gaat een bekende Nederlander op date in het First Dates Restaurant.

### First Dates Hotel
In First Dates Hotel ontmoeten deelnemers elkaar ook voor het eerst tijdens een diner, maar dan in het restaurant van een hotel. Als deze date goed verloopt, krijgen de stellen de mogelijkheid om in te checken en te overnachten in het hotel.